# Альтамирано, Эли
Эли Альтамирано Перес (исп. Eli Altamirano Pérez; 1934—2016) — никарагуанский политический и профсоюзный деятель. Он занимал пост генерального секретаря Коммунистической партии Никарагуа на протяжении четверти века.

## Биография
Альтамирано родился 27 февраля 1934 года в Чинандеге. Его родителями были Анхель Мария Альтамирано Гутьеррес и Мерседес Перес Альтамирано. Он учился до четвертого класса в Escuela Superior de Varones в Чинандеге.
В 1956 году Альтамирано трижды заключали в тюрьму во время волны репрессий, прокатившейся после убийства Анастасио Сомосы Гарсиа. В том же году он начал организовывать профсоюз механиков и металлистов в Манагуа. В 1959 году он стал членом Никарагуанской социалистической партии (НСП). В 1960 году он стал членом руководства Федерации трудящихся Манагуа. В 1961 году он основал Социалистическую молодёжь Никарагуа, молодёжное крыло НСП. В 1962 году он стал членом центрального руководства Профсоюзного центра Генеральной конфедерации труда (независимой). Он находился в изгнании на Кубе с апреля 1963 по март 1964 года, после чего уехал на учёбу в Москву.
Он принял участие в расколе НСП в начале 1967 года и принял участие в основании Социалистической рабочей партии Никарагуа (СРПН) в октябре 1967 года. В 1968 году он провёл восемь месяцев в тюрьме. После освобождения он был назначен генеральным секретарём СРПН. Взяв под свой контроль СРПН, он исключил старое руководство. В декабре 1970 года СРПН провела учредительный съезд, приняв название Коммунистическая партия Никарагуа и избрав Альтамирано своим генеральным секретарём. Под руководством Альтамирано Коммунистическая партия заняла антисандинистскую позицию, изолировав себя от более широкого революционного движения вокруг СФНО. Внутри партии начал зарождаться культ личности вокруг Альтамирано. В октябре 1971 года он основал газету «Avance» и стал её главным редактором. В 1973 году он основал профсоюзный центр Central de Acción y Unificación Sindical (CAUS). Он был координатором Объединённого народного движения (Movimiento Pueblo Unido).
На момент падения Сомосы Альтамирано был заключён диктатурой в тюрьму. Он был арестован в апреле 1979 года и приговорен к шести месяцам тюремного заключения. Освобождён после победы Сандинистской революции 19 июля 1979 года.
После прихода к власти сандинистов Альтамирано стремился направить политический процесс влево. В марте 1980 года CAUS организовала забастовку фабричных рабочих, что вызвало реакцию нового сандинистского правительства. Альтамирано обвинили в участии в заговоре ЦРУ по дестабилизации. Он и другие лидеры Коммунистической партии и CAUS были арестованы 21 октября 1981 года; его приговорили к семи месяцам тюремного заключения за нарушение Закона об общественном порядке. Международная амнистия признала его узником совести.
Альтамирано был избран депутатом от Национального союза оппозиции на выборах 1990 года. В этой широкой антисандистской коалиции Альтамирано был особенно близок к Вирхилио Годою Рейесу.
Альтамирано баллотировался в качестве кандидата на пост президента на всеобщих выборах в Никарагуа в 1996 году. Он получил 4802 голоса (0,27 % голосов по всей стране).
В октябре 1996 двое лидеров Коммунистической партии Никарагуа, генеральный секретарь КПН Эли Альтамирано и второй человек в партии Ариэль Браво, были арестованы за хранение 36 автоматов Калашникова, которые были спрятаны в доме Вилла Либертад в окрестностях Манагуа. После этого Альтамирано практически ушёл из публичной жизни. Тем не менее, он остался лидером партии, хотя в конце жизни у него возникли проблемы со здоровьём. Альтамирано умер в начале 2016 года, но его смерть почти месяц держалась в секрете.